# Daczne (rejon bachmucki)
Daczne (ukr. Дачне) – osiedle na Ukrainie, w obwodzie donieckim, w rejonie bachmuckim, w hromadzie Torećk. W 2001 liczyło 70 mieszkańców.